# لوسیفر ستاره دنباله‌دار
لوسیفر ستاره دنباله‌دار (به ژاپنی: コメット・ルシファー Kometto Rushifā) یک مجموعه تلویزیونی انیمه ژاپنی تولید شده توسط استودیوی ۸-بیت و کارگردانی یاسوهیتو کیکوچی است. این سری به تعداد ۱۲ قسمت از ۴ اکتبر تا ۲۰ دسامبر ۲۰۱۵ در شبکهٔ توکیو ام‌ایکس پخش شد. سنتای فیلم ورکز مجوز پخش این انیمه در آمریکای شمالی را دارا بود.

## داستان
گیفت، یک جهان خوش آب و رنگ است که از کریستال‌ها و بلورهای آبی پوشیده شده و نام آن «گیفدیوم» است. گیفدیوم نماد زیبایی و فخر فروشی و تکبر به شمار می‌رود، زیرا سراسر آن انسان را نه تنها به حیرت می‌اندازد، بلکه سبب تحقیر هم می‌شود، البته چنین موضوعی در پشت پردهٔ نانوشته‌اش کتابت شده‌است. آماگی سوگو، پسری است که در شهر «Garden Indigo» زندگی می‌کند و سرگرمی‌اش، پیداکردن و جمع‌آوری کریستال‌های نادر است. یک روز در این سرزمین آرامبخش و جذاب، سوگو با همکلاسی‌هایش یعنی کائون، رومن و اوتو، درگیر اختلاف نظری می‌شود. سوگو هم در عمق خرابه‌های یک معدن سرگردان شده و ناگهان از یک دریاچهٔ زیرزمینی سر در می‌آورد که تا به حال کشف نشده بود. سوگو در آنجا با یک دختر مرموز، دارای چشم‌های قرمز و موهای آبی روبرو می‌شود و در ذهنش سوالاتی مطرح می‌شود: این دختر کیست؟ اینجا چه کار دارد؟ حالا با دیدن او چه اتفاقاتی رخ خواهد داد؟ من چه کاری باید انجام بدهم؟ در ادامه داستان به ماجراجویی پس از این رویارویی می‌پردازد.